# Pangkal Pinang
Pangkal Pinang – miasto w Indonezji na wyspie Bangka; stolica prowincji Wyspy Bangka i Belitung.
Współrzędne geograficzne 2°08′S 106°06′E/-2,133333 106,100000; powierzchnia 89,4 km²; 226 tys. mieszkańców (2022); prócz rdzennej ludności malajskiej duże skupisko imigrantów z Chin.
Główny ośrodek handlowy i przemysłowy wyspy; przemysł spożywczy, stoczniowy (małe statki przybrzeżne), rybołówstwo. W pobliżu miasta port morski Pangkal Balam obsługujący wywóz kopry, pieprzu, ryb i cyny; port lotniczy Pangkal Pinang Airport.